# The Bobbettes
The Bobbettes war eine US-amerikanische Girlgroup. Sie veröffentlichten 1957 den Song Mr. Lee, der auf Platz 6 der US Singles-Charts kam. Damit waren die Bobbettes die erste farbige Girlgroup, der es gelang, einen Top-Ten-Hit zu landen. Sie waren auch die erste Girlgroup, die es an die Spitze der R&B-Charts schaffte.

## Geschichte
Die Gruppe wurde 1955 in Harlem New York unter dem Namen The Harlem Queens gegründet und bestand aus fünf jungen Mädchen. Während eines Amateurkonzerts im Apollo Theater in New York wurden sie von James Daily, einem Schallplattenproduzenten, entdeckt, der ihnen einen Vertrag bei Atlantic Records beschaffte.
Die Mitglieder der Bobbettes waren Emma und Janice Pought, Laura Webb, Helen Gathers und Reather Dixon.
Bereits die erste Single der damals elf- bis dreizehnjährigen Mädchen, Mr. Lee, wurde ein Hit und erreichte Platz 6 der Singles-Charts, Platz 7 der Bestseller-Charts und Platz 1 der R&B-Charts, in denen der Song sich vier Wochen auf dem ersten Platz halten konnte.
Nach einer Reihe von erfolglosen Platten verließ die Gruppe Atlantic Records, weil die Firma ihren Song I Shot Mr. Lee nicht veröffentlichen wollte. Die Single erschien auf dem kleinen Plattenlabel Triple-X Records, stieg in den Charts bis auf Nummer 52, was Atlantic Records veranlasste, den zunächst zurückgewiesenen Titel ebenfalls zu veröffentlichen.
Ebenfalls 1960 konnten die Bobbettes mit ihrer folgenden Single Have Mercy Baby/Dance With Me Georgie mit beiden Plattenseiten sich in den US-Charts platzieren, wobei Dance With Me Georgie eine Twistversion des Hits Dance With Me Henry von Georgia Gibbs war.
1961 wechselten die Bobbettes zur Plattenfirma Gone Records, wo ihnen mit dem Titel I Don’t Like It Like That, einem Antwortsong auf Chris Kenners I Like It Like That, noch einmal ein mit Platz 72 bescheidener Plattenerfolg vergönnt war.
Trotz häufiger Wechsel der Plattenfirmen, so erschienen ab 1962 Singles bei Jubilee Records, Diamond Records, RCA Records und Mayhew Records, hatten die Bobbettes keine weiteren Charterfolge und lösten sich 1974 als Gruppe auf. Einige Gruppenmitglieder traten bis in die 1980er Jahre hinein auf.

## Auswahldiskografie
Aufgeführt sind die Singles bis 1962. Angegeben sind Erscheinungsjahr, Titel der A- und B-Seite, Plattenlabel und Katalognummer, Notierung in den Billboard-Charts (US) und den R&B-Charts.
- 1957: Mr. Lee / Look At The Stars – Atlantic 1144 – R&B #1
- 1957: Speedy / Come-A Come-A – Atlantic 1159
- 1958: Zoomy / Rock And Ree-Ah-Zole – Atlantic 1181
- 1958: The Dream / Um Bow Bow – Atlantic 1194
- 1959: Don’t Say Goodnight / You Are My Sweetheart – Atlantic 2027
- 1960: I Shot Mr. Lee / Untrue Love – Atlantic 2069
- 1960: I Shot Mr. Lee / Billy – Triple X 104
- 1960: Dance With Me Georgie / Have Mercy Baby – Triple X 106
- 1960: I Cried / Oh My Papa – Galliant 1006
- 1961: Teach Me Tonight / Mr. Johnny Q. – End 1093
- 1961: I Don’t Like It Like That. Part 1 / Part 2 – Gone 1095
- 1961: I Don’t Like It Like That / Mr. Johnny Q. – Gone 5112
- 1961: Oh Mein Papa / Dance With Me Georgie – King 5490
- 1961: Looking For A Lover / Are You Satisfied? – King 5551
- 1962: My Dearest / I`m Stepping Out Tonight – King 5623
- 1962: Over There / Loneliness – Jubilee 5427
- 1962: A Broken Heart / Mama Papa – Jubilee 5442
- 1962: Teddy / Row, Row, Row – Diamond 133

1963 bis 1965 erschienen weitere fünf Singles bei Diamond Records, 1966 zwei Singles bei RCA-Victor und zwischen 1971 und 1974 drei Singles bei Mayhew Records.